# Volker Spengler
Volker Spengler (Bremen, 16 februari 1939 - Berlijn, 8 februari 2020) was een Duitse acteur. 

## Rainer Werner Fassbinder
Spengler behoorde tot de Rainer Werner Fassbinder-clan, een groep trouwe medewerkers van het boegbeeld van de Neuer Deutscher Film. 
Deze clan werd gevormd door de acteurs Gottfried John, Günter Lamprecht, Günther Kaufmann, Kurt Raab, Ulli Lommel, Hark Bohm, Harry Baer en door de actrices Brigitte Mira, Hanna Schygulla, Margit Carstensen, Irm Hermann, Barbara Valentin en Ingrid Caven. Ook director of photography Michael Ballhaus en filmcomponist Peer Raben maakten er deel van uit.
Fassbinder deed een beroep op Spengler voor tien van zijn films. Spengler nam één hoofdrol voor zijn rekening en dat was meteen zijn meest memorabele acteerprestatie op het witte doek: de vertolking van een door iedereen verworpen transseksueel die uiteindelijk, eenzaam en ontgoocheld, zichzelf van het leven berooft in het drama In einem Jahr mit 13 Monden (1978).

## Toneel
Aan het einde van de jaren zestig werd Spengler opgemerkt door zijn acteerspel voor het Berlijnse Schiller Theater. Spengler was jarenlang verbonden aan de Volksbühne en aan het Berliner Ensemble.
Spengler overleed in 2020 op bijna 81-jarige leeftijd.

## Filmografie (selectie)
- 1968: Vier Stunden von Elbe 1
- 1973: Tatort - Kressin und die zwei Damen aus Jade (televisieserie)
- 1975: Mutter Küsters' Fahrt zum Himmel (Rainer Werner Fassbinder)
- 1976: Hinzelmeier (televisie)
- 1976: Satansbraten (Rainer Werner Fassbinder)
- 1976: Chinesisches Roulette (Rainer Werner Fassbinder)
- 1977: Bolwieser (Rainer Werner Fassbinder)
- 1977: Adolf und Marlene (Ulli Lommel)
- 1978: Despair - Eine Reise ins Licht (Rainer Werner Fassbinder)
- 1978: In einem Jahr mit 13 Monden (Rainer Werner Fassbinder)
- 1979: Die Ehe der Maria Braun (Rainer Werner Fassbinder)
- 1979: Die dritte Generation (Rainer Werner Fassbinder)
- 1979: Bildnis einer Trinkerin. Aller jamais retour
- 1980: Berlin Alexanderplatz (Rainer Werner Fassbinder)
- 1981: Heute spielen wir den Boß – Wo geht’s denn hier zum Film? (Peer Raben)
- 1981: Obszön - Der Fall Peter Herzl
- 1982: Die Sehnsucht der Veronika Voss (Rainer Werner Fassbinder)
- 1982: Marmor, Stein und Eisen bricht
- 1983: Vom anderen Stern (televisie)
- 1986: Der dicke Rebell
- 1987: Peng! Du bist tot!
- 1989: Kopffeuer
- 1989: 100 Jahre Adolf Hitler - Die letzte Stunde im Führerbunker
- 1991: Das deutsche Kettensägenmassaker (Christoph Schlingensief)
- 1996: Der aufhaltsame Aufstieg des Arturo Ui (televisie)
- 1996: Der Unhold (Volker Schlöndorff)
- 1997: Die 120 Tage von Bottrop
- 2000: Fandango
- 2003: Dirty Sky
- 2004: Kammerflimmern

## Links
- Bibliothèque nationale de France: cb14229171f (data)
- Gemeinsame Normdatei: 1017884978
- International Standard Name Identifier: 0000 0000 0334 1813
- Library of Congress Control Number: nr97034711
- Nationale Bibliotheek van Tsjechië: xx0155884
- Nationale Bibliotheek van Israël: 987007442985705171
- Nederlandse Thesaurus van Auteursnamen: 125447140
- Système universitaire de documentation: 097581070
- Virtual International Authority File: 37128081
- WorldCat: E39PBJrC8rKg8r8xq6hQBrkv73